# 17A
O 17A, apelidado de Caravana pela República e por alguns meios argentinos como Protesto dos Contágios foi uma série de protestos massivos contra o governo de Alberto Fernandez que ocorreram no 17 de agosto de 2020.
Trata-se de protestos pacíficos na base de diversos reclamos, entre outros: a defensa de instituições e a separação de poderes, contra o projeto do reforma judiciária impulsada pelo governo, contra a impunidade de Cristina Kirchner, contra respostas à pandemia de COVID-19, contra a falta de liberdades, contra o incremento no crime, contra a grande quantidade de atividades econômicas que não podiam trabalhar, e por um incremento nas aposentadorias.
O protesto maior foi no Obelisco de Buenos Aires, mas protestos ocorreram em muitos lugares de Argentina, entre outros: a Quinta de Olivos (residência oficial do Presidente), e ás cidades de Córdoba, Santa Fe, Mendoza, Tucumã, La Matanza, Mar del Plata, Lomas de Zamora, Adrogué, Avellaneda (Santa Fe), Comodoro Rivadavia, Río Gallegos, La Plata, Bahía Blanca e Viedma. Também se registrassem protestos na Punta del Este, Uruguai.
Foram convocados principalmente pelas redes sociais, por contas contrarias no governo, mas de forma apartidária, já que nenhum partido político incitou os protestos. Participaram alguns políticos como cidadãos privados, como Patricia Bullrich (presidente do PRO). O governo da época qualificou os protestos como contra-quarentena e uma paródia as medidas para conter a pandemia.
Foi feito principalmente desde carros para manter a distância social precisa para a prevenção do COVID-19. Também houve concentrações de pessoas de pé, usando máscaras faciais é mantendo distância.

## Contexto
No 12 de março, uma quarentena rígida foi estabelecida em toda a Argentina. Esta medida causou um aumento na imagem positiva do presidente Alberto Fernández em março. Apesar disto, diversas causas fizeram descer a imagem positiva nos seguintes meses de quarentena (oficialmente chamado “isolamento preventivo e obrigatório”), atingindo no agosto a imagem positiva mais baixa desde o começo das medidas sanitárias. de opinião mostraram uma desça considerável nas expectativas econômicas da população, principalmente nas expectativas de emprego e preços futuros.

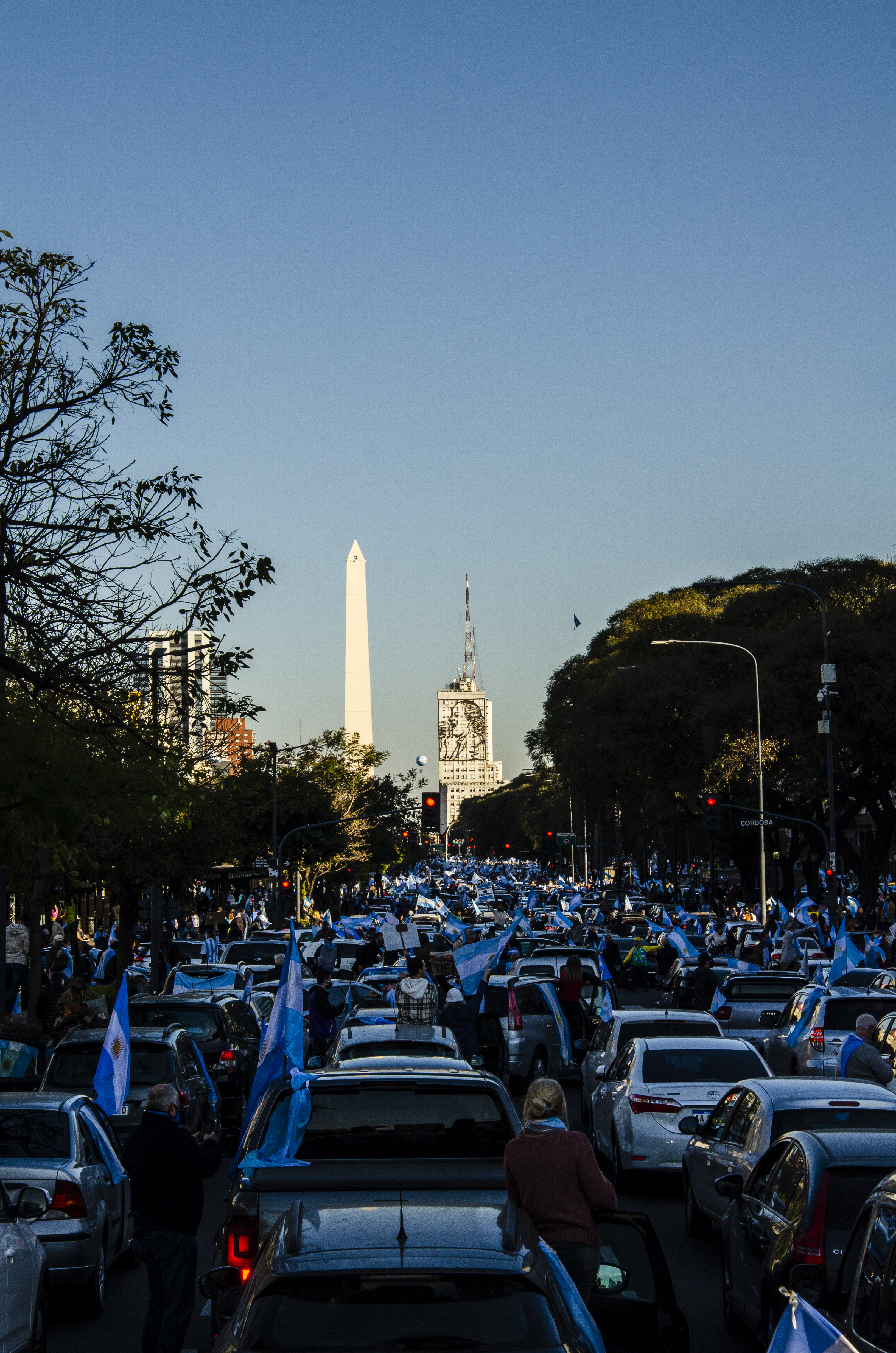
Protesto na Avenida 9 de Julho (Buenos Aires)

A população que aprovava o manejo da pandemia passou de 91,7% em março para 62,4% em junho, enquanto a desaprovação passou de 5,5% em março para 35,8% em junho.
No 9 de julho, protestes contra o governo foram feitas no Obelisco de Buenos Aires e vários outros pontos do Argentina.
No 30 de julho, o presidente enviou um projeto de lei ao Congresso para a reforma do Judiciário, como o objetivo, de acordo com Fernandez, de lograr “uma melhor organização da Justiça Federal, para superar a crise de credibilidade e do funcionamento da Justiça Federal Criminal”. Este projeto considerava a unificação da Justiça Federal Criminal com a Econômica, e a criação de 23 novos tribunais, o que diluiria a influência dos 12 juízes federais do país, além a unificação de cortes de apelações e a imposição de novas regras de atuação para os juízes federais. Além disso, um conselho consultivo para a reforma do Corte Suprema e do Conselho de Magistratura foi criado.
No agosto, a imagem negativa do presidente superou pela primeira vez à positiva. Só uma pesquisa, feita pela Faculdade de Ciências Sociais da universidade pública UBA, mostrava uma maior imagem positiva que negativa.
No Grande Buenos Aires aconteceu uma suba do crime cometido por pessoas sem antecedentes, apelidados de “crime de supervivência” pelo Ministro de Segurança da Província, Sergio Berni. Este incremento no crime tive grande cobertura nos médios de comunicação e foi uma das causas dos protestos. A Ministra de Segurança da Nação, Sabina Frederic, declarou: “Não há tantos roubos [...] estamos observando atos de violência durante o crime, que são alertos principalmente pelos meios, que os visibilizam é fazem seguimento”. Depois destas declarações, o Chefe do Gabinete de Ministros, Santiago Cafiero, agregou: “O que eu sei é o que a Ministra de Segurança Frederic diz sobre uma estatística frente o ano passado. Em relação no março, evidentemente há mais casos”.
Para o 17 de agosto, o dia dos protestos, a quarentena (ou “isolamento social preventivo e obrigatório”) já tinham estado em vigor há 151 dias na capital Buenos Aires e no Grande Buenos Aires, enquanto a maioria do resto de país tinha passado para uma fase menos rígida chamada Distanciamento Social.

## Opiniões do governo
- Alberto Fernandez, Presidente: “O protesto é um chamado ao contágio”, e “Eles não nos vão dobrar, aqueles que gritam geralmente não estão certos”.[40][41]
- Ginés González García, Ministro de Saúde: “Hoje eu li que os idosos são convocados...é uma piada. O protesto é uma piada sobre todas as medidas que estamos tentando com esforço os argentinos todos”.[15]
- Santiago Cafiero, Chefe do Gabinete de Ministros: "Pedimos desculpas aos profissionais de saúde por não ter conseguido evitar o protesto".[42]
- Agustín Rossi, Ministro da Defesa: "Foi um ato de irresponsabilidade política. Um protesto claramente convocado pelos setores mais violentos desde o discursivo da oposição".[41][43]
- Roberto Salvarezza, Ministro da Ciência e Tecnologia: "Vai ter consequências no número de contágios".[16]
- Luana Volnovich, diretora do PAMI (sistema de saúde pública para pessoas idosas): "Se alguém fora convocar chamasse minha mãe para um protesto, eu iria matá-lo".[44]

## Participantes
Distintas figuras públicas do país participaram do protesto, entre outros:
- Luis Brandoni,[45] ator
- Patricia Bullrich,[45][46] presidenta do PRO
- Waldo Wolff,[45][47] deputado (Juntos Por el Cambio)
- Héctor "Toty" Flores,[45][48] deputado (Juntos Por el Cambio)
- Carolina Piparo,[45][49] deputada da Província de Buenos Aires (Juntos Por el Cambio)
- Hernán Lombardi,[45][50] político
- Andrés Horacio Ibarra,[45][51] Ministro no Governo de Mauricio Macri